# Morty's Mind Blowers
"Morty's Mind Blowers" er den ottende episode i den tredje sæson af Adult Swims tegnefilmserie Rick and Morty. Den er skrevet af Mike McMahan, James Siciliano, Ryan Ridley, Dan Guterman, Justin Roiland og Dan Harmon, og instrueret af Bryan Newton, og den havde premiere 17. september 2017.
Afsnittet følger de to hovedpersoner Rick og Morty og deres eksperimenter med Mortys tabte minder.
Afsnittet blev godt modtaget, og det blev set af omkring 2,51 mio. personer, da det blev sendt første gange.